# Ouassila Yemmi
Ouassila Yemmi, née le 25 août 1979, est une escrimeuse algérienne pratiquant le sabre. 

## Carrière
Elle est médaillée d'argent au sabre féminin senior individuel aux Championnats d'Afrique 2003 à Dakar et médaillée de bronze aux Championnats d'Afrique 2004 à Tunis.